# Danielle Panabaker

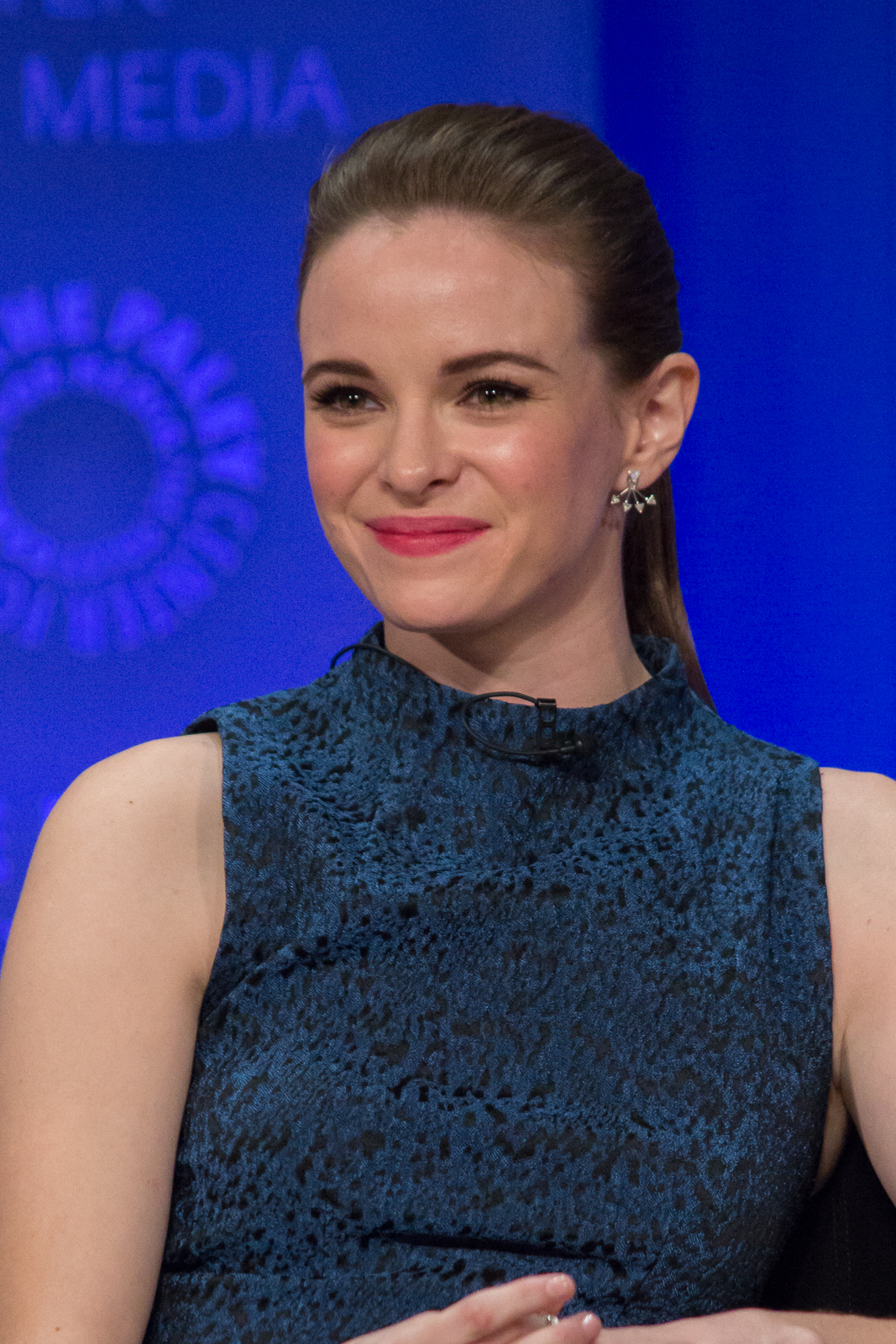
Danielle Panabaker (2015)

Danielle Nicole Panabaker (* 19. September 1987 in Augusta, Georgia) ist eine US-amerikanische Schauspielerin.

## Leben und Karriere
Danielle Panabaker ist die ältere Schwester der Schauspielerin Kay Panabaker und wurde in Augusta (Georgia) geboren. Im Alter von zehn Jahren fing sie an zu schauspielern und wirkte bei einigen Werbeaufnahmen mit. Um besser an Rollen zu kommen, zog sie 2002 nach Los Angeles.
Zwischen 2003 und 2005 hatte Panabaker Gastauftritte in einigen Fernsehserien wie CSI: Vegas, Malcolm mittendrin, Summerland Beach und Law & Order: Special Victims Unit. 2003 hatte sie ihre erste Filmrolle in Sex & the Single Mom. Außerdem spielte sie in Sky High – Diese Highschool hebt ab!, in Deine, meine & unsere und bei Hilfe, mein Tagebuch ist ein Bestseller mit. 2004 erhielt sie für ihre Gastrolle als blinde Tochter eines Drogenabhängigen in The Guardian – Retter mit Herz (Episode 3x04) neben Hauptdarsteller Simon Baker ihre erste Auszeichnung, einen Young Artist Award.

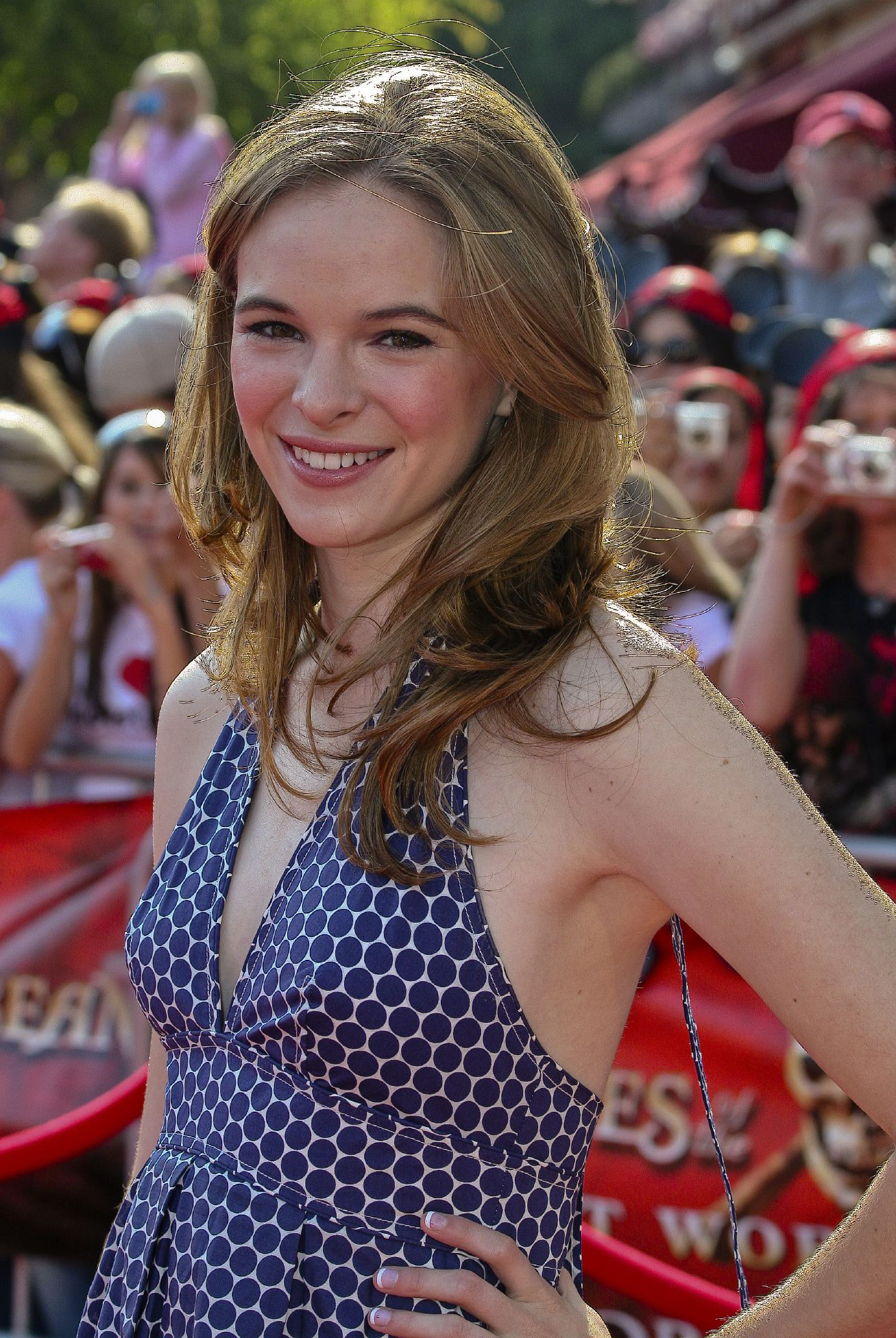
Panabaker 2007

In dem Thriller Mr. Brooks – Der Mörder in Dir spielte sie 2007 die Rolle der Tochter des Serienmörders Earl Brooks (gespielt von Kevin Costner). 2008 hatte sie einen Gastauftritt in der Anwaltsserie Eli Stone. In der Episode Einsame Herzen spielte sie eine zukünftige Nobelpreisträgerin. Weitere Gastauftritte hatte sie 2009 in Grey’s Anatomy in der Episode Feiertagsblues und 2010 in Medium – Nichts bleibt verborgen in der Episode Psych. In der Episode Brian Griffin’s House of Payne von Family Guy lieh sie einer Figur ihre Stimme. Danach folgte ein Gastauftritt in der Episode Hollywood von Law & Order: LA und einer in der Episode Crazy Love von Chase. Seit 2011 übernimmt sie in Dr. Dani Santino – Spiel des Lebens die wiederkehrende Rolle der Juliette Pittman. 2012 verkörperte sie die Hauptrolle der Maddy in der Horror-Komödie Piranha 2, die Fortsetzung von Piranha 3D aus dem Jahr 2010. Außerdem spielte sie in diesem Jahr als Gastdarstellerin in Grimm und Bones – Die Knochenjägerin mit. Von Herbst 2014 bis 2023 war sie als Caitlin Snow in der The-CW-Serie The Flash neben Grant Gustin zu sehen.

## Persönliches
Danielle Panabaker ist seit 2017 verheiratet und hat seither zwei Kinder bekommen.

## Filmografie (Auswahl)
- 2002: Family Affair (Fernsehserie, Folge 1x06 Ballroom Blitz)
- 2003: The Bernie Mac Show (Fernsehserie, Folge 2x13 Raging Election)
- 2003: Malcolm mittendrin (Malcolm in the Middle, Fernsehserie, Folge 4x18 Sturmfreie Bude)
- 2003: CSI: Vegas (CSI: Crime Scene Investigation, Fernsehserie, Folge 3x22 Play with Fire)
- 2003: Sex & the Single Mom (Fernsehfilm)
- 2003: The Guardian – Retter mit Herz (Fernsehserie, Folge 3x04 Das Kuckucksei)
- 2004: Lady Cops – Knallhart weiblich (The Division, Fernsehserie, Folge 4x11 As I Was Going to St. Ives...)
- 2004: Jordan Superstar (Stuck in the Suburbs)
- 2004: Searching for David’s Heart
- 2005: Empire Falls – Schicksal einer Stadt (Empire Falls)
- 2005: Mom at Sixteen (Fernsehfilm)
- 2005: Sky High – Diese Highschool hebt ab! (Sky High)
- 2005: Rule Number One (Kurzfilm)
- 2005: Deine, meine & unsere (Yours, Mine and Ours)
- 2005: Law & Order: Special Victims Unit (Fernsehserie, Folge 6x19 Intoxicated)
- 2006: Hilfe, mein Tagebuch ist ein Bestseller (Read It and Weep)
- 2006–2008: Shark (Fernsehserie)
- 2007: Mr. Brooks – Der Mörder in Dir (Mr. Brooks)
- 2007: Home of the Giants
- 2008: Eli Stone (Fernsehserie, Folge 2x08 Owner of a Lonely Heart)
- 2009: Freitag der 13. (Friday the 13th)
- 2009: Grey’s Anatomy (Fernsehserie, Folge 6x10 Holidaze)
- 2010: Medium – Nichts bleibt verborgen (Medium, Fernsehserie, Folge 6x13 Psych)
- 2010: The Crazies – Fürchte deinen Nächsten (The Crazies)
- 2010: The Ward
- 2010: Law & Order: LA (Fernsehserie, Folge 1x01 Hollywood)
- 2010: Chase (Fernsehserie, Folge 1x09 Crazy Love)
- 2010: Weakness
- 2011: Was auch geschehen mag (The Shunning, Fernsehfilm)
- 2011, 2013: Dr. Dani Santino – Spiel des Lebens (Necessary Roughness, Fernsehserie, 5 Folgen)
- 2012: Girls Against Boys
- 2012, 2014: Franklin & Bash (Fernsehserie, 2 Folgen)
- 2012: Piranha 2 (Piranha 3DD)
- 2012: Grimm (Fernsehserie, Folge 1x14 Plumed Serpent)
- 2012–2013: Bones – Die Knochenjägerin (Bones, Fernsehserie, 2 Folgen)
- 2013: The Glades (Fernsehserie, Folge 4x12 Happy Trails)
- 2013: Mad Men (Fernsehserie, Folge 6x06 For Immediate Release)
- 2014: Time Lapse
- 2014: Recipe for Love (Fernsehfilm)
- 2014: Justified (Fernsehserie, 6 Folgen)
- 2014–2018: Arrow (Fernsehserie, 5 Folgen)
- 2014–2023: The Flash (Fernsehserie)
- 2015: This Isn’t Funny
- 2016–2020: Legends of Tomorrow (Fernsehserie, 3 Folgen)
- 2017–2018: Supergirl (Fernsehserie, 2 Folgen)
- 2018: Christmas Joy (Fernsehfilm)

## Auszeichnungen
- 2004: Young Artist Award in der Kategorie Beste Darstellung in einer TV-Serie – Gastauftritt Jung-Schauspieler für The Guardian – Retter mit Herz
- 2005: Young Artist Award in der Kategorie Beste Darstellung in einem Fernsehfilm für Searching for David’s Heart